# 프로머스
프로머스(영어: Frommer's)는 아서 프로머(Arthur Frommer)가 1957년에 설립한 여행 가이드북 시리즈이다. 프로머스는 14개의 시리즈를 통해 350개 이상의 가이드 북을 포함하여 확장하였다. 2007년에는 출판 50주년 축하 행사가 열렸다. 2007년 5월부터 아서 프로머는 Frommers.com 홈페이지에서 활발하게 활동 중이다. 현재 사이트는 영어로 운영되고 있다.

## 같이 보기
- 론리 플래닛